# (32519) 2001 OB73
2001 OB73 (asteroide 32519) é um asteroide da cintura principal. Possui uma excentricidade de 0.18078810 e uma inclinação de 2.43633º.
Este asteroide foi descoberto no dia 21 de julho de 2001 por LONEOS em Anderson Mesa.